# Loch Laingeadail
Loch Laingeadail ist ein See auf der schottischen Hebrideninsel Islay.

## Beschreibung
Der Loch Laingeadail liegt auf der Halbinsel Ardnave etwa einen Kilometer westlich der Ortschaft Kilnave. Der maximal etwa 900 Meter lange und 390 Meter breite See erstreckt sich in Ost-West-Richtung. 150 m nordwestlich liegt der kleinere Nachbarsee Loch Laingeadail Beag, zu dem keine direkte Verbindung besteht.
Der See liegt auf einer Höhe von 36 Metern. Sein 136 Hektar umfassendes Einzugsgebiet besteht im Wesentlichen aus Moorland (80 %), während Grundwasser 17 % des Zuflusses ausmacht. Aus einer mittleren Tiefe von 4,9 Metern und einer Seefläche von 22 Hektar ergeben sich ein Volumen von rund 1,1 Mio. Kubikmetern und ein Umfang von runs zwei Kilometern.
Von seinem Ostufer fließt ein kleiner Bach namens Casach Loch Laingeadail ab und mündet in den 1,3 Kilometern entfernten Ardnave Loch, der schließlich in die Bucht Loch Gruinart entwässert. Am Ufer des Baches wurde in der Vergangenheit möglicherweise Fernweidewirtschaft betrieben.
Im Südwesten des Sees, etwa 30 m vom Ufer entfernt befindet sich eine kleine, beinahe kreisrunde Insel, die möglicherweise vollständig von Menschenhand errichtet wurde. Dieser Crannóg ragt etwa 1,5 m über die Wasseroberfläche auf und zeigt Überreste von menschlichen Behausungen, darunter eines Gebäudes, und eines Bootsanlegers. Über einen künstlichen Damm war er mit dem Land verbunden, welcher jedoch nur noch teilweise erhalten ist.